# Càl·lies (comandant)
Càl·lies o Càl·lias（en llatí Callias, en grec antic Καλλίας) fill de Cal·líades, era un comandant atenenc. Va ser nomenat juntament amb quatre militars més, comandant del segon cos atenenc enviat contra Perdicas II de Macedònia i els rebels calcídics l'any 432 aC i va morir en una batalla contra Aristeu de Corint prop de Potidea, segons Tucídides.
Probablement és el mateix Càl·lies alumne de Zenó d'Elea, que va comprar els seus llibres per 100 mines, i va obtenir un gran reconeixement (σοφὸς καὶ ἐλλόγιμος γέγονεν).